# 10310 Delacroix
10310 Delacroix (1990 QZ8) là một tiểu hành tinh vành đai chính được phát hiện ngày 16 tháng 8 năm 1990 bởi E. W. Elst ở Đài thiên văn Nam Âu.